# 860
Cette page concerne l'année 860  du calendrier julien. Pour l'année 860 av. J.-C., voir 860 av. J.-C.
L'année 860 est une année bissextile qui commence un lundi.

## Événements

### Asie
- Soulèvement mené par Ch'iu-Fu dans le Zhejiang, en Chine, réprimé par les Tang[1].
- Une inscription de Java Est mentionne, dans une liste de domestiques, le mot "Jenggi", c'est-à-dire "Zeng", témoignant de l'existence de relations commerciales avec la côte est de l'Afrique[2].
- Poussée arabe contre l'empire byzantin en Anatolie appuyée par les pauliciens de Karbeas (fin en 863)[3].

### Europe
- Hiver 859- 860 très rude, probablement le plus froid du IXe siècle[4].

- 9 janvier et mi-Février : conciles d'Aix-la-Chapelle[5]. Theutberge, épouse de Lothaire II, est accusé d'inceste et enfermée dans un couvent. Elle s'échappe et se réfugie auprès de son frère Hucbert.
  - Début de la crise du divorce de Lothaire II (fin en 869) : Lothaire II, n’ayant pas d’héritier de sa femme Theutberge, cherche à divorcer pour épouser sa maîtresse Waldrade qui lui avait donné un fils. Ce divorce provoque l’opposition de l’archevêque de Reims Hincmar et du pape Nicolas Ier.

- Avril : les Vikings de la Somme, commandés par Weeland, acceptent 3000 livres d'argent pour attaquer ceux de la Seine. Ils accordent un délai à Charles le Chauve puis passent en Angleterre avec des otages[6].
- Avril - mai : les Vikings de Hasteinn et Björn Côte de fer, après avoir hiverné en Camargue, vont à Arles et Nîmes, remontent le Rhône et sont refoulés à Romans par Girart de Roussillon, comte de Vienne pendant l'été ou au début de l'automne ; ils se rendent en Italie où il pillent Pise et d'autres villes[7].

- 1er juin : une bande de Danois, qui ont débarqué sur l'Yser, attaquent les monastères de Saint-Omer et de Saint-Bertin le jour de Pentecôte désertés par les moines, puis ravagent le Ternois[6].
- 1er - 7 juin[6] : conférence de Coblence. Paix entre Charles le Chauve, Lothaire II et Louis le Germanique[8].

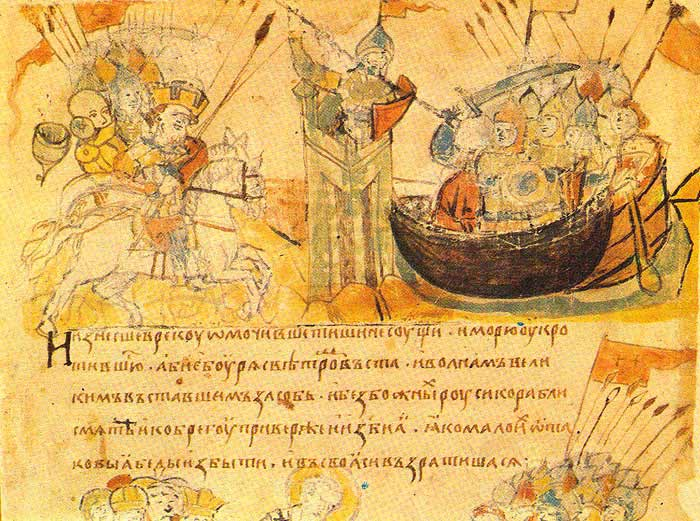
18 juin : siège de Constantinople par les Russes. Chronique Radzivill

- 18 juin : les Slaves de Kiev et les Varègues organisent une expédition maritime contre Constantinople commandée par Askold et Dir[9]. En l’absence de l’empereur Michel III, la ville est facilement assiégée, mais une forte tempête éloigne les envahisseurs qui subissent une grave défaite sur terre. Les Byzantins attribuent cette circonstance fortuite à l’intercession de la Vierge et l’épisode sera commémoré sous le nom de fête du Pokrov (voile) (860-861).

- Juillet : début du règne d'Ethelbert roi de Wessex, en Angleterre (fin en 866)[10].

- Le patriarche Photios organise la mission de Cyrille et Méthode auprès des Slaves (évangélisation de la Dalmatie, de la Hongrie, de la Pologne, de la Crimée et des Khazars, traduction de la bible en Slavon). À la fin de l'année, Cyrille se rend chez les Khazars où il dispute devant le souverain avec les maîtres juifs, en hébreu[11].